# Yacht à voile

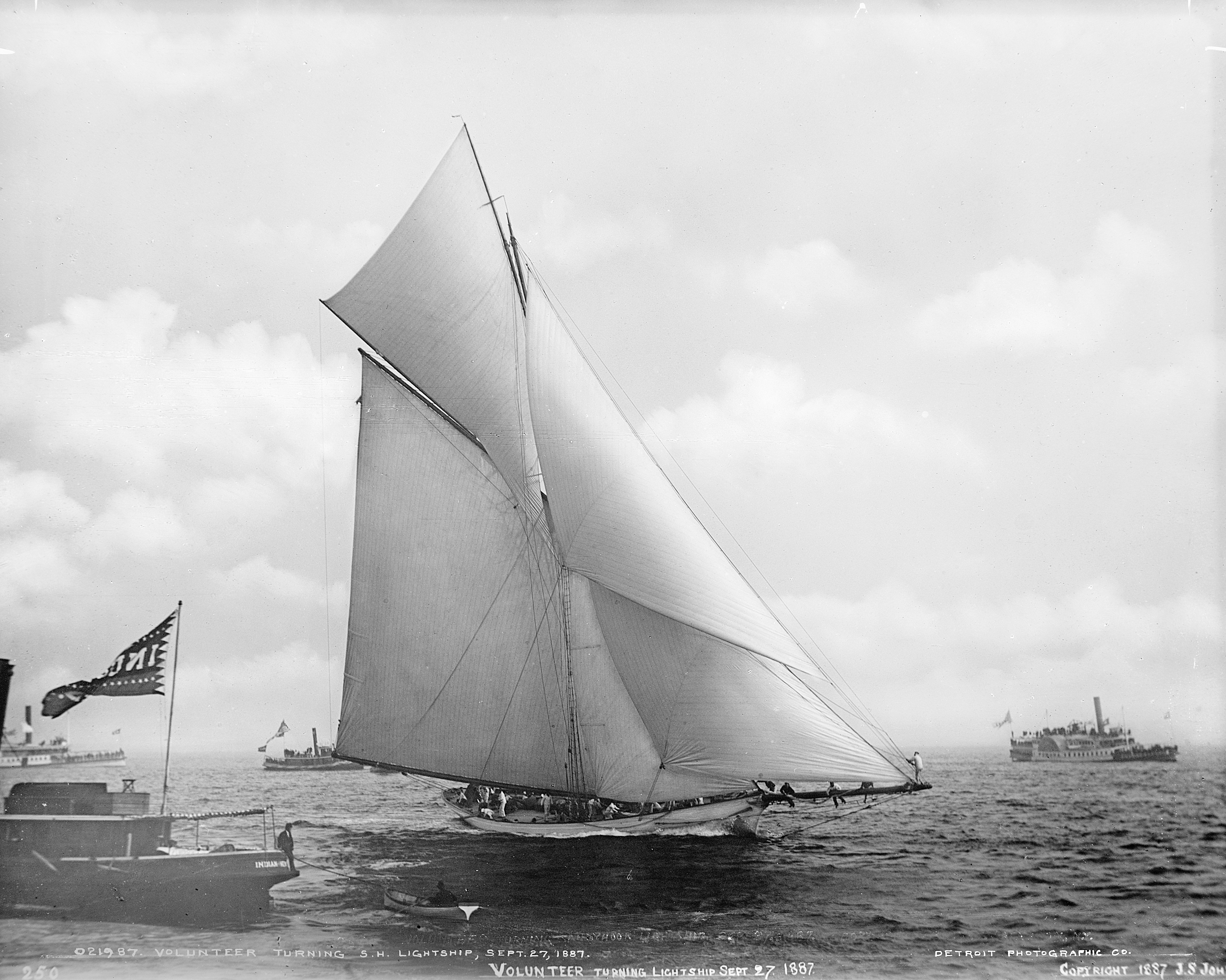
Le yacht à voile Volunteer qui gagna la Coupe de l'America en 1887.

Un yacht à voile (préfixes SY ou S/Y) est un navire de plaisance qui utilise les voiles comme principal moyen de propulsion. Un yacht peut être un navire à voile ou à moteur utilisé pour le plaisir, la croisière ou la course,,. Il n'existe pas de définition standard, le terme s'applique donc ici aux voiliers dotés d'une cabine avec des équipements permettant une utilisation de nuit. Pour être qualifié de « yacht », par opposition à un « bateau », un tel navire doit probablement mesurer au moins 33 pieds (10 mètres) de longueur et sont jugées comme ayant de bonnes qualités esthétiques. Les voiliers ne peuvant pas être utilisés pendant la nuit ou mesurant moins de 30 pieds (9 mètres) ne sont pas universellement appelés yachts. Les yachts à voiles de plus de 131 pieds (40 mètres) sont généralement considérés comme des superyachts.
Les yachts sont activement utilisés dans le sport et font partie des catégories reconnues par l'organisme directeur des sports de voile, World Sailing.